# Rischiatutto
Rischiatutto è un programma televisivo italiano, di genere telequiz, trasmesso dalla Rai dal 1970 al 1974.
Condotto da Mike Bongiorno, venne messo in onda sul Secondo Programma e in alcune occasioni sul Nazionale il giovedì sera per cinque edizioni, dal 5 febbraio 1970 al 25 maggio 1974.

## Il programma
L'idea originale fu presa dal format americano del programma Jeopardy!, ma invece del peculiare meccanismo secondo cui a una risposta bisognava trovare una domanda, la RAI optò per il classico meccanismo domanda-risposta. La trasmissione, inizialmente, doveva chiamarsi A repentaglio!, ricalcando il titolo originale del programma; il nome venne cambiato durante la fase di preparazione.

Autori del quiz erano Paolo Limiti e Ludovico Peregrini, con quest'ultimo che rivestiva anche il ruolo di capo della giuria. A causa della puntigliosità con la quale faceva applicare il regolamento (opponendo sistematicamente dinieghi alle richieste di deroga avanzate dal conduttore, il che dava luogo a siparietti), Peregrini venne soprannominato "Signor No". La regia era di Piero Turchetti, coautore del programma, che passò alla storia della televisione italiana insieme alla frase che il presentatore Mike Bongiorno usava per introdurlo:
(Mike Bongiorno)
La sigla di testa e le sigle di coda furono ideate e realizzate per la parte visiva da Sandro Lodolo. La scenografia era di Tullio Zitkowsky.

Il conduttore Mike Bongiorno (a sinistra) e la valletta Sabina Ciuffini (a destra) in una puntata di Rischiatutto del 1972

Nella conduzione Bongiorno fu affiancato per tutte le cinque edizioni da una giovane valletta italo-argentina, Sabina Ciuffini, studentessa universitaria a Roma. Fino a luglio 1970 il programma fu registrato nel Teatro delle Vittorie di Roma (insieme a Arrivi e partenze, fu l'unico programma condotto da Bongiorno a essere prodotto nella Capitale); nel settembre 1970 le riprese si spostarono negli studi della Fiera di Milano, con l'eccezione delle semifinali e finali del '72 e '74, ospitate nel più capiente Teatro dell'Arte, sempre a Milano.
A testimonianza della popolarità dei telequiz dell'epoca, è da ricordare che molti dei concorrenti ammessi al Rischiatutto avevano già fatto domanda di ammissione a Lascia o raddoppia?.

### Revival
Il programma, sempre condotto da Bongiorno, avrebbe dovuto riprendere il suo corso su Sky Uno nell'autunno del 2009, con il titolo RiSKYtutto per evidenziarne la trasmissione sul satellite; il progetto saltò a causa dell'improvvisa scomparsa del conduttore, avvenuta l'8 settembre di quell'anno. In seguito, un revival omonimo andò in onda nel 2016 su Rai 3, con la conduzione di Fabio Fazio (amico di Mike, e con il beneplacito della famiglia Bongiorno) e la partecipazione dello storico autore Ludovico Peregrini.
In occasione dei settant'anni della Rai, nel 2024 ne viene prodotto un remake chiamato Rischiatutto 70, condotto da Carlo Conti e incentrato sulla storia della televisione italiana; inizialmente pensato come un'unica puntata speciale in onda il 3 gennaio, nell'anniversario dell'inizio delle trasmissioni ufficiali in Italia, in seguito ne vengono realizzate altre due puntate nel marzo successivo.

## Regole del gioco
A ogni puntata di Rischiatutto partecipavano tre concorrenti, che si presentavano come esperti di un determinato argomento. Il gioco era diviso in tre fasi: le domande preliminari, la fase del tabellone e il raddoppio finale.

### Le domande preliminari
In questa prima fase, i tre concorrenti affrontavano singolarmente dieci domande preliminari tratte dai testi indicati dai concorrenti stessi, a cui si doveva rispondere in cinque secondi. Ogni risposta esatta, in questa fase preliminare attribuiva al concorrente un premio di 25.000 lire.
Al termine di questa fase, il concorrente che aveva totalizzato il montepremi più alto acquisiva il diritto a essere il primo a scegliere la materia del tabellone; in caso di parità, si procedeva a un sorteggio col lancio della monetina.

### Il tabellone elettronico
(Mike Bongiorno)
Alla fase preliminare, prettamente introduttiva, seguiva la fase più importante e seguita del gioco: i tre concorrenti, chiusi in tre cabine contigue, si sfidavano al tabellone elettronico scegliendo la materia della domanda cui rispondere e il valore del premio per la risposta esatta. Durante questa fase di gioco, acquisiva ogni volta il diritto di scegliere la domanda successiva chi dei tre concorrenti avesse risposto esattamente alla domanda precedente, ma rispondeva chi si era prenotato per primo, anche senza aver ascoltato l'intera formulazione della domanda. Il tempo per rispondere a una domanda era di 10 secondi.

Da sinistra: Bongiorno con i concorrenti Andrea Fabbricatore e Roberto Bambagioni durante una puntata del 1971; sullo sfondo, s'intravede l'allora avveniristico tabellone elettronico recante le varie domande del quiz.

Il valore dei premi, per ogni materia, andava dalle 10.000 alle 60.000 lire: al maggior valore del premio corrispondeva una maggior difficoltà della domanda. Le sei materie oggetto del gioco, prescelte dagli organizzatori, variavano a ogni puntata e spaziavano fra gli argomenti più disparati. Le categorie delle domande al tabellone riguardavano materie di carattere generale o di attualità, di cui più o meno tutti i concorrenti potevano conoscere qualcosa; di solito erano comunque garantite due materie per ogni concorrente.
Particolarmente innovativo e determinante nel destare l'interesse del pubblico verso la trasmissione fu l'inserimento nel "tabellone elettronico" di brevi filmati e diapositive a introduzione delle domande. Proprio questa innovazione tuttavia impediva che il programma venisse trasmesso in diretta: la tecnologia analogica dell'epoca imponeva infatti, dopo la scelta della domanda da parte dei concorrenti, l'interruzione della registrazione per permettere il montaggio del filmato corrispondente nel tabellone, in quanto in regia non si conosceva a priori l'esatto ordine delle domande e quindi la sequenza dei filmati da mandare in onda (lo stesso valeva per le domande basate su frammenti musicali).
Nel tabellone erano inoltre presenti caselle più o meno favorevoli ai concorrenti: le caselle "Jolly" e quelle "Rischio". Le prime permettevano al concorrente che ne avesse selezionato una di introitare il premio relativo a quella casella senza dover rispondere ad alcuna domanda; le caselle "Rischio", invece, consentivano al concorrente che le avesse selezionate di poter puntare una cifra a sua scelta (da 100.000 lire a 1.000.000) e a rispondere a una domanda in 30 secondi. In caso di risposta esatta la cifra veniva aggiunta al suo capitale di gioco, altrimenti gli sarebbe stata detratta: ciò consentiva repentini "colpi di scena" modificando e a volte capovolgendo completamente la classifica e il montepremi dei tre giocatori.
Se a una domanda del tabellone non si prenotava nessuno dei tre concorrenti, o se tutti e tre davano una risposta errata, la scelta della domanda successiva spettava al concorrente che in quel momento aveva il montepremi minore in valore positivo (i concorrenti con montepremi negativo non avevano tale possibilità). In caso di risposta errata di chi si era prenotato, l'ulteriore possibilità di rispondere passava al secondo che si prenotava.
Al termine della fase del tabellone, i concorrenti che avevano a disposizione un montepremi superiore a zero erano ammessi a partecipare al raddoppio finale.
Il tabellone del Rischiatutto verrà riproposto molti anni dopo a Telemike, ma con 24 caselle anziché 36.

### Il raddoppio finale

I concorrenti all'interno delle cabine per le domande finali, in una puntata del 1972; al centro, lo storico campione di Rischiatutto Massimo Inardi.

La fase finale era quella del "raddoppio", nella quale ogni concorrente, singolarmente e isolato nella propria cabina (che veniva chiusa, mentre il concorrente indossava le cuffie), doveva rispondere a domande multiple sulla propria materia di competenza in un tempo massimo di un minuto scegliendo fra tre buste. Se il concorrente riusciva a rispondere in maniera esatta alla serie di domande, raddoppiava il montepremi in suo possesso, ma bastava anche solo una risposta errata (si derogava solo per le eventuali risposte fuori contesto rispetto al quesito, ovvero non errate in sé) a una delle domande poste per comportare la perdita dell'intera cifra accumulata.
Al termine del raddoppio, il concorrente che aveva accumulato più soldi veniva proclamato campione e aveva diritto a tornare la settimana successiva per difendere il titolo. Ai due concorrenti sconfitti veniva data in omaggio una scatola del gioco Rischiatutto; se avevano raddoppiato si aggiudicavano la cifra conseguita, se invece avevano fallito le domande dalle buste ricevevano un gettone d'oro del valore di 100.000 lire. In caso di parità, se nessuno dei tre concorrenti avesse risposto esattamente alla domanda in cabina o ci fosse stato un ex aequo sulle cifre vinte, si procedeva con le domande di spareggio dove chi rispondeva esattamente al maggior numero di domande veniva proclamato "campione in carica".
Il meccanismo delle domande finali e del raddoppio verrà poi ripreso in tutti i successivi quiz di Mike, fino a Telemike.

## I concorrenti
Tanti i concorrenti diventati famosi dopo la partecipazione alla trasmissione.
La prima campionessa in assoluto fu Silvana Guerriero di Napoli (rispondeva a domande sulla musica leggera), ma il primo "personaggio" del Rischiatutto fu Giuliana Longari, ossia Maria Giuliana Toro (tuttavia presentatasi col cognome del marito), una trovarobe che rispondeva a domande sulla storia romana e che fu definita «la madre di tutti i concorrenti». Rimasta nella storia della televisione italiana come la "Signora Longari", fece il suo esordio nella puntata di giovedì 7 maggio 1970, in cui sconfisse il campione in carica Ascanio De Gregorio: Longari, anche paragonata dalla stampa al coevo ciclista Eddy Merckx per la sua serie di vittorie, rimase campionessa ininterrottamente fino al 16 luglio dello stesso anno, giorno in cui fu sconfitta da Giuliana Boirivant.
Il pubblico venne conquistato dalla simpatia del farmacista fiorentino Andrea Fabbricatore, il quale fu campione di Rischiatutto dal 22 aprile 1971 (vinse su Corrado Taiuti) al 14 ottobre dello stesso anno, quando fu sconfitto da Roberto Bambagioni. Al farmacista si deve anche il primo "caso" nella storia del programma poiché, dopo essersi rotto un braccio, per un certo numero di puntate dovette presentarsi davanti alle telecamere con il gesso: a questo punto un altro concorrente insinuò che Fabbricatore potesse nascondere una ricetrasmittente dentro l'ingessatura, onde ricevere illegalmente dei suggerimenti, sicché per fugare il dubbio Bongiorno provvide a far certificare la medicazione dal dottore degli studi della Fiera. Oltre al succitato farmacista si ricorda anche lo studioso matematico Angelo Lucia Bosetti, che redigeva in diretta schedine del Totocalcio.

Bongiorno e Ciuffini celebrano una delle vincite del campione Inardi.

Il concorrente che più di tutti passò alla storia del quiz fu però il dottor Massimo Inardi, medico di Bologna, esperto di musica classica e con la passione della parapsicologia. Inardi fece la sua prima apparizione a Rischiatutto il 2 dicembre 1971, giorno in cui sconfisse Maria Grazia D'Andrea. Egli vinse l'allora stratosferica cifra di 48 milioni di lire, e devolse la vincita di un'intera puntata a un bambino bisognoso di un trapianto di reni. Dotato di una cultura molto vasta e di una notevole capacità di concentrazione, fu accusato dalla stampa di «leggere le risposte dalla mente di Mike» grazie alle sue competenze parapsicologiche, a tal punto che in una puntata le risposte delle domande del raddoppio non furono scritte sul foglio delle domande in possesso del conduttore, ma in un foglio a parte consegnato alla valletta, posta a grande distanza in modo che Inardi non potesse vederla; ella dovette controllare le risposte e confermarne l'esattezza alzando una paletta.
Il medico rimase ininterrottamente campione fino a giovedì 27 gennaio 1972, quando perse il titolo e gli subentrò Gian Paolo Lusetti: Inardi era in testa, ma nel rispondere all'ultima domanda del raddoppio, inerente il Requiem di Wolfgang Amadeus Mozart, inciampò in un banale lapsus linguae nel pronunciarne il numero d'ordine (disse «K 636» invece di «K 626»); il concorrente si corresse immediatamente, battendo un colpo e gettando via la sua cuffia per la disperazione, ma il "Signor No" Peregrini, nonostante le accorate suppliche del conduttore e con un atteggiamento estremamente severo nei confronti della stampa presente in teatro, da regolamento non tenne conto della correzione «essendo la prima risposta quella che conta», attirandosi così le antipatie del pubblico. Inardi ammise subito l'errore e con grande sportività andò a tirar fuori il nuovo campione dalla cabina, prendendolo per mano e abbracciandolo. Bongiorno ammetterà in seguito di aver fatto di tutto, insieme ai suoi coautori, per far cadere il prodigioso campione in quanto stava vincendo una cifra troppo elevata; Inardi vincerà poi la "finalissima" del grande torneo dei campioni del 1972.
Tra gli altri partecipanti rimasti nella memoria si ricordano, almeno: Ernesto Marcello Latini (il tabaccaio di Monte Porzio Catone), Anna Mayde Casalvolone, Umberto Ruzzier (rispondeva a domande di storia dell'aviazione), Marilena Buttafarro (esperta di fiabe e soprattutto di quelle dei Fratelli Grimm) e Paolo Paolini (esperto di astronautica).
Le stagioni successive al 1972 videro invece come protagonisti Maria Luisa Migliari, Lidia Baccaglini, il subacqueo Enzo Bottesini e il professor Angelo Cillo, esperto di scacchi. Quella del 1973, in particolare, è ricordata per la partecipazione al quiz della campionessa più giovane in assoluto, la studentessa liceale Cinzia Salvatori di Riccione, di appena 18 anni e 4 mesi.

## Campioni delle prime tre edizioni
Questi i campioni delle prime tre edizioni, in ordine cronologico.
n = Numero di puntate vinte
F = Partecipante alle finali
P = Posizione nelle finali
| Campione                | Materia                                                | n  | F  | P |
| ----------------------- | ------------------------------------------------------ | -- | -- | - |
| Silvana Guerriero       | Musica leggera                                         | 1  | NO |   |
| Giovanni Micheli        | Filatelia                                              | 1  | NO |   |
| Elisabetta Meucci       | Musica classica                                        | 1  | NO |   |
| Mario Binasco           | Geografia                                              | 1  | NO |   |
| Mariolina Fusillo       | Teatro classico francese                               | 2  | NO |   |
| Rosalba Mozzati         | Storia del Risorgimento                                | 1  | NO |   |
| Roberto Gentili         | Storia dell'aviazione                                  | 2  | NO |   |
| Enrico Lancia           | Cinema americano                                       | 1  | NO |   |
| Stefano Carretta        | Storia degli Stati Uniti d'America                     | 1  | NO |   |
| Ascanio De Giorgio      | Geografia                                              | 1  | NO |   |
| Giuliana Longari        | Storia romana                                          | 10 | SI |   |
| Giuliana Boirivant      | Letteratura greca                                      | 1  | NO |   |
| Anna Nicoli             | Vulcanologia                                           | 1  | NO |   |
| Giuseppe Nicoletti      | Arte rinascimentale                                    | 1  | NO |   |
| Giancarlo Lo Schiavo    | Gioco del calcio                                       | 1  | NO |   |
| Gianfranco Rolfi        | Storia della Chiesa                                    | 7  | NO |   |
| Andrea Francesconi      | La storia di Italia dal 1815 al 1900                   | 3  | NO |   |
| Franca Chiricò          | Letteratura russa                                      | 1  | NO |   |
| Laura Mancini           | Ugo Foscolo                                            | 1  | NO |   |
| Angelo Malcontenti      | Mitologia greca e romana                               | 4  | NO |   |
| Ernesto Marcello Latini | Alessandro Dumas padre                                 | 6  | SI |   |
| Anna Mayde Casalvolone  | La vecchia Torino                                      | 4  | SI |   |
| Bruna Francioni         | Michelangelo                                           | 2  | NO |   |
| Corrado Taiuti          | Il cinema americano del Dopoguerra                     | 1  | NO |   |
| Andrea Fabbricatore     | Geografia                                              | 8  | SI | 2 |
| Roberto Bambagioni      | Iliade                                                 | 2  | NO |   |
| Umberto Ruzzier         | Storia dell'aviazione                                  | 2  | SI |   |
| Carlo Bezzi             | Storia del cinema sonoro                               | 1  | NO |   |
| Stefano Nicotra         | Storia degli Stati Uniti d'America                     | 1  | NO |   |
| Maria Grazia D’Andrea   | I fumetti                                              | 1  | NO |   |
| Massimo Inardi          | Musica sinfonico-orchestrale                           | 7  | SI | 1 |
| Giampaolo Lusetti       | La pittura rinascimentale del XV e XVI secolo          | 4  | SI |   |
| Marilena Buttafarro     | Le fiabe di Perrault, di Andersen e dei Fratelli Grimm | 5  | SI | 3 |
| Paolo Paolini           | Storia dell'astronautica                               | 4  | SI |   |
| Paolo Barbaro           | Ippica                                                 | 1  | NO |   |
| Natalia Guidi           | La storia della Nazionale Italiana di calcio           | 1  | NO |   |

Riserva per le finali: Giampaolo Lusetti. Il sig. Rolfi rinunciò a partecipare alle finali consentendo alla riserva di entrare in gioco.

## Le finali del 1972

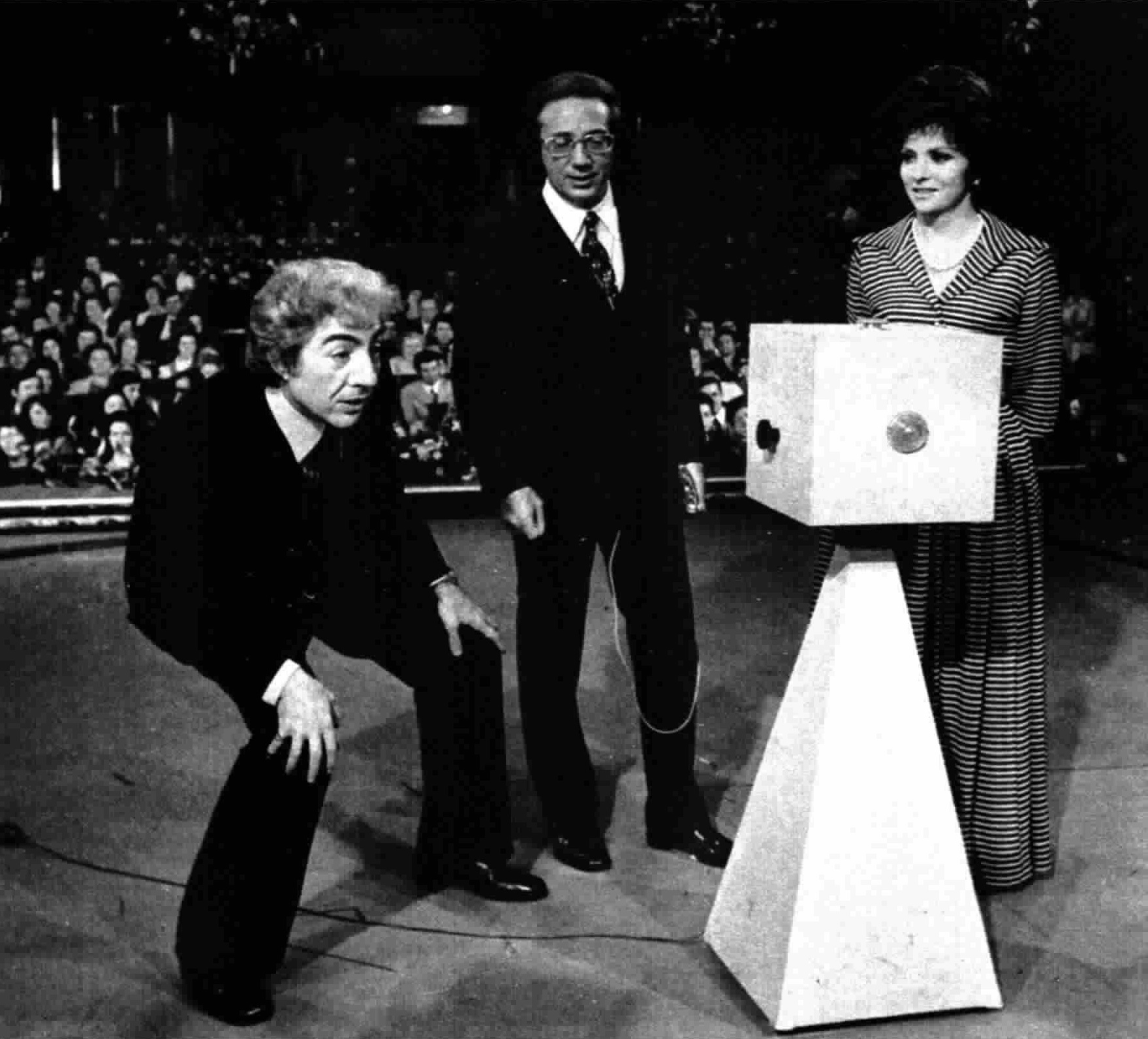
Gino Bramieri e Gina Lollobrigida ospiti di Bongiorno nella finalissima del 10 giugno 1972

Al termine delle prime tre edizioni del programma, il 20 maggio, il 27 maggio e il 3 giugno 1972, al Teatro dell'Arte di Milano, si svolsero le eliminatorie del torneo dei grandi campioni delle prime tre edizioni di Rischiatutto, promosso per la prima volta dal Secondo Programma al Programma Nazionale.
Furono riconvocati, in ordine di vincita: Massimo Inardi, Marilena Buttafarro, Ernesto Marcello Latini, Andrea Fabbricatore, Anna Mayde Casalvolone, Gianfranco Rolfi, Paolo Paolini, Giuliana Longari e Umberto Ruzzier. Riserva, che entrò in gioco a seguito della rinuncia di Gianfranco Rolfi, Giampaolo Lusetti.
Alla prima finale parteciparono Giuliana Longari, Andrea Fabbricatore e Paolo Paolini. La signora Longari, all'inizio in netto vantaggio sugli altri due concorrenti, cadde su una domanda su Diocleziano: disse che, in base alla riforma voluta da Diocleziano, nel 286 a Gaio Galerio sarebbe andato l'Oriente e a Massimiano l'Occidente, ma a quel tempo Diocleziano non aveva ancora abdicato e perciò era lui a governare l'Oriente e non Gaio Galerio: la Longari perse, così, ben cinque milioni e si andò allo spareggio, dove prevalse - all'ultimo momento - il concorrente Andrea Fabbricatore che alla fine arrivò primo (Paolini secondo e la Longari terza), accedendo così alla "finalissima".
Alla seconda finale parteciparono Umberto Ruzzier, Marilena Buttafarro ed Ernesto Marcello Latini: Marilena Buttafarro risultò vincitrice della seconda finale.
Nella terza finale si scontrarono il supercampione Massimo Inardi, Giampaolo Lusetti e Anna Mayde Casalvolone: Inardi risultò vincitore e approdò, così, alla "finalissima" del 10 giugno.
Il 10 giugno 1972 si svolse la "finalissima", a cui parteciparono Massimo Inardi, Andrea Fabbricatore e Marilena Buttafarro. Massimo Inardi risultò vincitore e venne così fregiato del titolo di supercampione di Rischiatutto: Inardi, inoltre, in quella occasione si portò a casa un'ulteriore somma pari a 5.900.000 lire. Inizialmente la finalissima doveva essere anche la puntata di chiusura definitiva del quiz, ma le numerose richieste dei telespettatori convinsero la Rai a produrre altre due edizioni, rimandando la conclusione del quiz al 1974.

## Campioni delle ultime due edizioni
Questi i campioni delle ultime due edizioni, in ordine cronologico.
n = Numero di puntate vinte
F = Partecipante alle finali
P = Posizione nelle finali
| Campione                   | Materia                                          | n | F  | P |
| -------------------------- | ------------------------------------------------ | - | -- | - |
| Ines Giuffrè               | Vita ed opere di Virgilio                        | 1 | NO |   |
| Guido Badiali              | Cinema italiano sonoro dal 1930 in poi           | 1 | NO |   |
| Alberto Lembo              | Araldica                                         | 1 | NO |   |
| Angelo Cillo               | Storia del gioco degli scacchi                   | 6 | SI |   |
| Domenico Giacomino Piovano | Geografia mondiale                               | 5 | SI |   |
| Enzo Bottesini             | Attività subacquee                               | 4 | SI |   |
| Antonio D’Urso             | Storia della Repubblica Italiana                 | 3 | SI | 2 |
| Cinzia Salvatori           | Il teatro greco                                  | 4 | NO |   |
| Maria Luisa Migliari       | Gastronomia                                      | 7 | SI | 1 |
| Giuseppe Puzzo             | Il teatro greco                                  | 3 | SI |   |
| Beatrice Mariani           | Storia italiana dal 1892 al 1929                 | 1 | NO |   |
| Mario D’Amato              | La Nazionale Italiana di calcio dal 1910 al 1971 | 1 | NO |   |
| Daniele Monti              | Astronomia                                       | 1 | NO |   |
| Gabriella Mondello         | Vita ed opere di Giovanni Verga                  | 4 | SI | 3 |
| Claudio Volontieri         | Arte italiana del Seicento e del Settecento      | 6 | NO |   |
| Sergio Rondelli            | Vela sportiva                                    | 2 | NO |   |
| Livia Paulin               | Populismo russo                                  | 1 | NO |   |
| Nadia Bosi                 | Gustave Flaubert                                 | 2 | NO |   |
| Lidia Baccaglini           | Astrologia, magia bianca e magia nera            | 3 | SI |   |
| Roberta Bestetti           | Fryderyk Chopin                                  | 3 | SI |   |

Riserva per le finali: Cinzia Salvatori che non entrò in gioco. Non vi furono infatti rinunce.

## Le finali del 1974

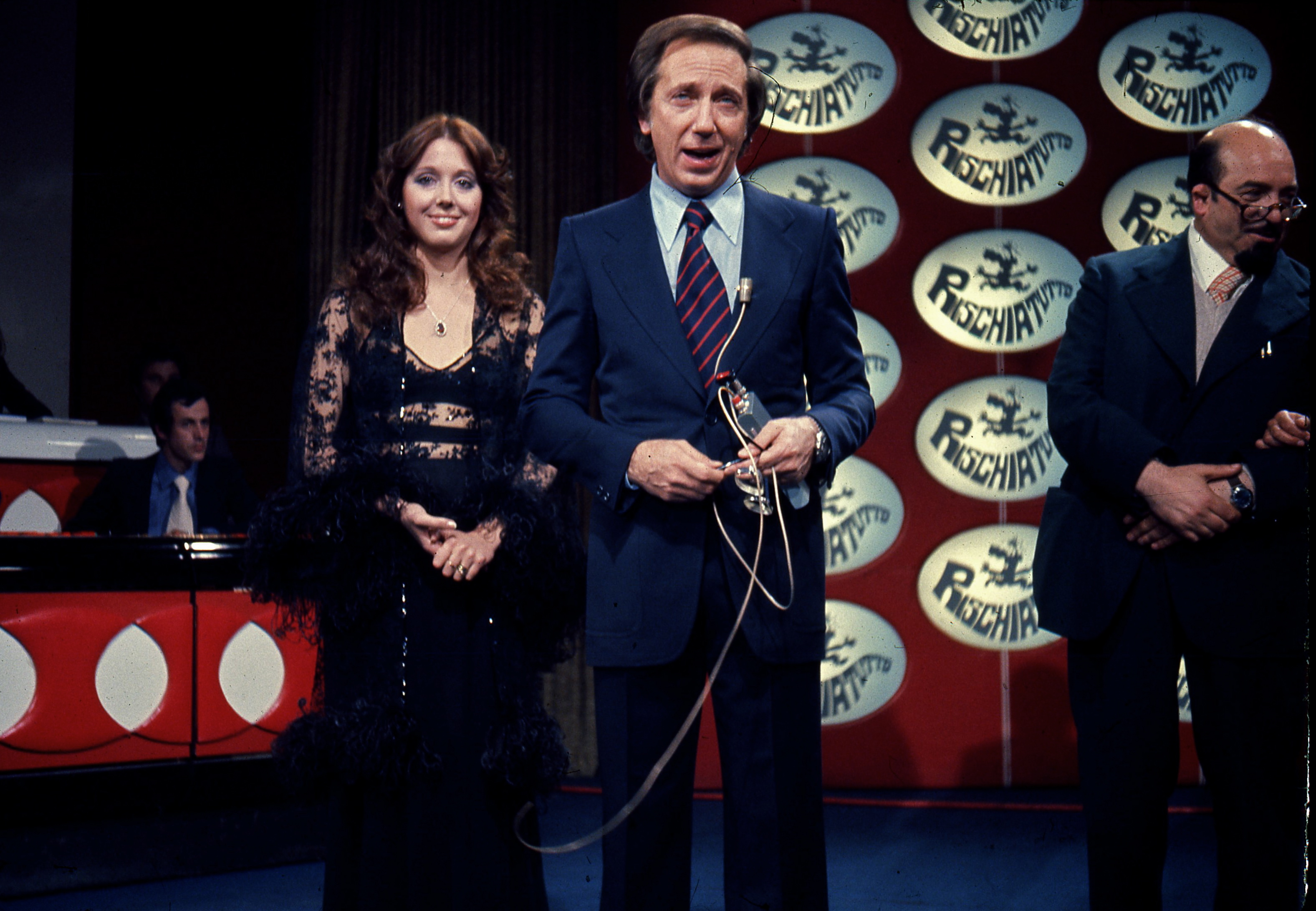
Bongiorno e Ciuffini si congedano dal pubblico nell'ultima puntata del Rischiatutto, Teatro dell'Arte di Milano, 25 maggio 1974; sulla destra, il concorrente Antonio D'Urso, secondo classificato alle finali 1974.

Come nel 1972, il torneo finale, riservato ai grandi campioni delle ultime due edizioni, si svolse al Teatro dell'Arte di Milano e andò in onda al sabato sera anziché al giovedì.
Alle finali furono ammessi, in ordine di vincita: Maria Luisa Migliari, Domenico Giacomino Piovano, Angelo Cillo, Enzo Bottesini, Antonio D'Urso, Gabriella Mondello, Giuseppe Puzzo, Roberta Bestetti e Lidia Baccaglini. Riserva, che non entrò in gioco, Cinzia Salvatori.
Alla semifinale, il 18 maggio 1974, presero parte i suddetti concorrenti, divisi in serie di tre. A differenza delle precedenti finali i concorrenti, nella prima puntata di finale, si scontrarono tutti quanti a terne di tre. La prima manche fu combattuta da Domenico "Giacomino" Piovano, Gabriella Mondello e Giuseppe Puzzo; la seconda manche da Angelo Cillo, Roberta Bestetti ed Enzo Bottesini; la terza manche si disputò, invece, tra Maria Luisa Migliari, Lidia Baccaglini e Antonio D'Urso. Le partite non prevedevano le domande iniziali e, al fine di far giocare tutti e nove i finalisti a terne di tre, il tabellone prevedeva solo tre argomenti, tre soli rischi e un solo passamano. I nove campioni furono poi ammessi tutti e nove al raddoppio con la cifra guadagnata nella propria manche. Essi raddoppiarono tutti e vinsero complessivamente 25.200.000 lire.
Il raddoppio più cospicuo fu quello di Gabriella Mondello, il secondo, in ordine di vincita, quello di Maria Luisa Migliari, il terzo quello di Antonio D'Urso. Questi tre concorrenti furono chiamati a giocare la finalissima, la settimana successiva.
Nella finale, che si svolse il 25 maggio 1974, vinse Maria Luisa Migliari. La concorrente di Calice Ligure, esperta di gastronomia, si aggiudicò 5.480.000 lire; secondo Antonio D'Urso, esperto di storia della Repubblica italiana (4.822.000 lire), terza Gabriella Mondello, esperta di vita e opere di Giovanni Verga (620.000 lire).
Metà delle somme vinte in semifinale e finale furono devolute in beneficenza.
Mike Bongiorno, nell'annunciare ai giornalisti la fine del Rischiatutto, diede appuntamento all'anno successivo, ma il suo ritorno sui teleschermi della Rai con un nuovo telequiz avverrà solo alla fine del 1976, con Scommettiamo?

## Somme vinte
Considerando anche le somme vinte nelle finali, i due supercampioni risultarono anche i vincitori delle maggiori cifre in gettoni d'oro: Massimo Inardi, vincitore delle finali del 1972, vinse complessivamente 48.300.000 lire mentre Maria Luisa Migliari, vincitrice delle finali del 1974, ne vinse 43.780.000; al terzo posto, in termini di somme vinte, si classificò invece Marilena Buttafarro, terza nelle finali del 1972. La campionessa più longeva fu invece Giuliana Longari, riconfermatasi tale per 10 volte.

## Programmazione e successo televisivo
Il Rischiatutto fu trasmesso per cinque edizioni sul secondo programma RAI; con l'eccezione delle puntate del 28 maggio e 4 giugno 1970, del 3 giugno 1971 e di semifinali e finali del 1972 e 1974, trasmesse sul Programma Nazionale. Nel 1971 la trasmissione ottenne in media 21 400 000 telespettatori, mentre quella del 1973 ottenne una media di 20 200 000. Nel 1974, ultimo anno per il programma, ottenne una media di 19 700 000, riconfermandosi tra i dieci programmi più visti dell'anno.
La puntata del 3 febbraio 1972, per uno sciopero generale, andò in onda a reti unificate. Proprio il 1972 fu l'anno di maggior successo, con una media di 22 milioni di telespettatori e una punta di 31 900 000 in occasione della finale del 10 giugno: esemplificativo di ciò, in vista della succitata finale persino il calcio italiano si vide costretto a posticipare il concomitante turno di Coppa Italia, temendo una possibile diaspora d'incassi per via della concorrenza col telequiz.

## Sigle
La famosa sigla di testa rimase invariata per tutte le edizioni: un motivo dall'andamento incalzante e dalla chiara impronta jazzistica, composto dal maestro Mario Migliardi su un disegno animato creato da Sandro Lodolo, che rappresentava un omino in fuga dalla parola RISCHIO (o all'iniziale R), che lo insegue senza tregua.
Le  sigle di coda, tutte affidate a famosi interpreti, furono invece quattro, e di tre fu co-autore Paolo Limiti, che era anche ideatore della trasmissione con Mike Bongiorno:
- Edizione 1970 e 1970-71: Il rischio, scritta da Georges Moustaki con Annarita Torsello (all'epoca moglie di Bongiorno), cantata dallo stesso Moustaki.
- Edizione 1971-72: Amare di meno, di Umberto Balsamo e Paolo Limiti, cantata da Peppino di Capri.
- Edizione 1972-73: Una musica, di Mario Migliardi, Paolo Limiti e Maurizio Seymandi, cantata dai Ricchi e Poveri.
- Edizione 1973-74: Voglio ridere,  di Mario Migliardi, Paolo Limiti e Maurizio Seymandi, cantata dai Nomadi.

## Le gaffe di Mike
Alla trasmissione vengono attribuite numerose gaffe di Mike Bongiorno, ma alcune non sono altro che leggende metropolitane. La più celebre si sarebbe verificata quando il presentatore, rivolgendosi alla Longari che aveva fornito una risposta errata a una domanda di ornitologia, avrebbe esclamato: «Ahi ahi ahi signora Longari, lei mi è caduta sull'uccello!» Al riguardo, in un'intervista Paolo Limiti ha confermato che la frase fu effettivamente pronunciata da Mike Bongiorno, anche se non fu rivolta alla Longari, ma ad un'altra concorrente, aggiungendo che la gaffe era stata addirittura "preparata" dallo stesso presentatore dopo aver saputo che quella concorrente avrebbe risposto a domande di ornitologia. In ogni caso, nelle puntate del quiz conservate negli archivi Rai non vi è traccia di quell'episodio riferito alla Longari: il mito di quella ipotetica battuta potrebbe essere stato ispirato dalla puntata del 17 maggio 1973, quando furono poste ai concorrenti (tra i quali vi era una donna, Maria Luisa Migliari) alcune domande sull'ornitologia.

## Gioco in scatola
La Editrice Giochi produsse quattro edizioni da tavolo ideato da Moc & Gianba, aventi il seguente contenuto:
- Un cronometro.
- Un astuccio di colore arancione per inserire le schede del tabellone.
- Trentasei cartoncini gialli numerati in serie da sei corrispondenti ai valori delle domande (da 10.000 a 60.000 lire), per coprire le caselle del tabellone.
- Cinque schede bifacciali sulle quali sono raffigurati gli argomenti per giocare dieci partite al tabellone, divisi in sei materie (per ciascuna scheda 24 caselle illustrate, 6 caselle Jolly, 6 caselle Rischio).
- Tre blocchi segnapunti.
- Tre cicalini.
- Una clessidra.
- Una riproduzione plastificata degli occhiali di Mike Bongiorno.
- Tre bustine argentate per inserire le domande preliminari e quelle del raddoppio.
- Libretto con istruzioni, regolamento e 600 domande con relative risposte (150 per la fase preliminare, 240 per gli argomenti del tabellone, 60 per le caselle Rischio, 150 per la fase del raddoppio).